# Бекжанов, Нурлан Бакытулы
Нурлан Бакытулы Бекжанов (каз. Нұрлан Бақытұлы Бекжанов, р.15 апреля 1987) — казахстанский борец вольного стиля, призёр чемпионатов мира и Азии.

## Биография
Родился в 1987 году в селе Булдурта. В 2014 году выиграл международный турнир памяти Д.А.Кунаева. В 2015 году выиграл Кубок президента Казахстана. В 2016 году завоевал серебряные медали чемпионата мира и чемпионата Азии.